# Chrysotus imitator
Chrysotus imitator är en tvåvingeart som beskrevs av Becker 1922. Chrysotus imitator ingår i släktet Chrysotus och familjen styltflugor.
Artens utbredningsområde är Peru. Inga underarter finns listade i Catalogue of Life.